# Triceratops
Triceratops (znanstveno ime Triceratops) je bil rastlinojedi dinozaver iz družine ceratopsidov, ki je živel v pozni kredi (pozni Maastricht), pred približno 68 do 65 milijoni let. Živel je na območju, ki je danes Severna Amerika in je bil eden od zadnjih dinozavrov, ki so se pojavili pred velikim izumrtjem. Poimenovali so ga po treh rogovih na glavi. »Tri« pomeni število tri, »ceratops« pa rogove (ceras so rogovi, ops pa obraz, ime torej pomeni obraz s tremi rogovi). Z veliko rogato glavo in nekaterimi podobnostmi z današnjimi nosorogi je triceratops eden najbolj prepoznavnih dinozavrov. Čeprav si je delil življenjski prostor z velikimi plenilci, kot je bil tiranozaver, ni jasno, če sta se živali kdaj spopadli na način, ki je prikazan v filmih in slikanicah o dinozavrih.
Čeprav niso do zdaj našli še nobenega popolnega okostja, je triceratops dobro preučen iz mnogih vzorcev, ki so jih po uvedbi redu leta 1887 odkrili. Namen grebena in rogov je dolgo časa navdihoval razprave. Čeprav so jih tradicionalne teorije obravnavale kot sredstvo za obrambo pred plenilci, novejše teorije trdijo, da so se večinoma uporabljali za dvorjenje samicam in za zastraševanje rivalskih samcev. Danes podobno obnašanje vidimo pri jelenih in kozah.
Triceratops je najbolj znana vrsta med ceratopsi, čeprav se glede uvrstitve v red včasih paleontologi ne strinjajo povsem. Sprejeti sta dve vrsti, T. horridus in T. prorsus, še več pa jih je bilo poimenovanih.

## Opis
Posamezen triceratops je lahko dosegel okrog 8 metrov dolžine, visok je bil 3 metre in težak okrog 6 ton. Najbolj opazna lastnost je velika lobanja, ena največjih med kopenskimi živalmi. V dolžino je lahko merila več kot 2 m in je predstavljala skoraj tretjino dolžine živali. En rog je bil na nosu, nad nosnicami, dva rogova, dolga okrog 1 m, pa nad očmi. Na koncu lobanje se je nahajal koščen greben, ki za razliko od drugih podobnih dinozavrov ni imel odprtin, ampak je bil masiven. 
Triceratops je imel čokato in robustno telo s petprstimi prednjimi in štiriprstimi zadnjimi nogami. Čeprav je skoraj zagotovo hodil po vseh štirih, so o položaju nog potekale dolge razprave. Na začetku so mislili, da so sprednje noge podpirale vrat, da bi lažje prenašale težo glave. To se lahko vidi na slikah, ki sta jih izdelala Charles Knight in Rudolph Zallinger. Fosilni sledovi in novejše rekonstrukcije odtisov kažejo, da je imel triceratops med hojo pokončno držo z rahlo izbočenimi rameni, podobno kot sodobni nosorogi.

## Klasifikacija
Triceratops je najbolj znan rod iz družine ceratopsidov, Ceratopsidae, ki jo sestavljajo veliki severnoameriški rogati dinozavri (nižji red Ceratopsia). Natančen položaj rodu znotraj skupine Ceratopsia je bil predmet mnogih debat. Problem izvira iz kombinacije kratkih, trdnih ovratnikov (podobnih tistih pri poddružini Centrosaurinae) in dolgih nadočesnih rogov (podobno kot pri poddružini Ceratopsinae, bolj poznani po sinonimu Chasmosaurinae). Paleontolog R. S. Lull je v prvem pregledu rogatih dinozavrov postavil hipotezo o dveh sorodstvenih linijah: prva naj bi bila sestavljena iz sestrskih rodov Monoclonius in Centrosaurus (iz slednjega se je razvil Triceratops), druga pa iz rodov Ceratops in Torosaurus. Po tej hipotezi spada triceratops v rod Centrosaurus, kakor ga razumemo danes. Kasnejši pregledi so podprli to stališče in formalno opisali skupino s kratkimi ovratniki kot poddružino Centrosaurinae (v katero so uvrstili tudi rod Triceratops), tisto z dolgimi ovratniki pa kot Chasmosaurinae.
Prvi je tej hipotezi oporekal C. M. Sternberg. Glede na določene značilnosti lobanje in rogov je utemeljeval, da je Triceratops bolj soroden rodovoma Arrhinoceratops in Chasmosaurus, kar bi ga uvrščalo v poddružino Ceratopsinae (oz. Chasmosaurinae, kakor jo je on poimenoval). Njegovim ugotovitvam sta oporekala paleontologa John Ostrom in kasneje David Norman, ki sta oba uvrstila Triceratops v poddružino Centrosaurinae.
Kasnejša odkritja in analize so podprla Sternbergovo mnenje o položaju triceratopsa. Lehman je definiral obe poddružini leta 1990 in uvrstil Triceratops v poddružino Ceratopsinae na podlagi več morfoloških značilnosti. Če odštejemo kratek ovratnik, je Triceratops je dejansko značilen predstavnik poddružine. Tako uvrstitev podpirata tudi dve raziskavi Petra Dobsona, kladistična iz leta 1990 in RFTRA (resistant-fit theta-rho analysis) iz leta 1993, ki sistematično primerja podobnosti v obliki lobanje med rodovi.

### Uporaba v filogenetiki
V filogenetski taksonomiji je rod uporabljan kot referenčna točka za celoten nadred dinozavrov. Dinozavre definiramo kot vse potomce zadnjega skupnega prednika rodu Triceratops in skupine Neornithes (sodobnih ptičev). Poleg tega skupino ornitishijev, Ornithischia (dinozavri z okolčjem, podobnim sodobnim ptičem) definiramo kot vse dinozavre, ki imajo kasnejšega skupnega prednika z rodom Triceratops kot ptiči.

### Izvor
Izvor rodu Triceratops je bil dolga leta od odkritja nepojasnjen. Paleontolog Henry Fairfield Osborn je leta 1922 objavil teorijo, da je novoodkriti Protoceratops prednik Triceratopsa, nakar je preteklo mnogo desetletij do novih odkritij. Predvsem v zadnjih letih pa so odkrili več okostij dinozavrov, sorodnih prednikom Triceratopsa. Konec devetdesetih je bil opisan Zuniceratops, najstarejši znani pripadnik naddružine Ceratopsia z nadočesnimi rogovi, leta 2005 pa še Yinlong, prvi pripadnik iste naddružine iz jure.
Ti dve odkritji sta se pokazali kot bistveni za razlago izvora rogatih dinozavrov nasploh; na podlagi njih domnevajo, da so rogati dinozavri nastali v obdobju jure v Aziji ter da so se pravi rogati dinozavri pojavili v Severni Ameriki v začetku pozne krede. Glede na to, da je vse močnejša teorija o pripadnosti Triceratopsa poddružini Ceratopsinae, je bil njegov prednik verjetno podoben dinozavrom rodu Chasmosaurus, ki so bili razširjeni okoli 5 milijonov let prej.

## Odkritje in vrste
Prvi poimenovani primerek, ki se ga danes pripisuje rodu Triceratops, par nadočesnih rogov, pritrjenih na kos lobanje, so našli blizu Denverja leta 1887. Ta primerek so poslali Othnielu Charlesu Marshu, ki je sprva verjel, da gre za najdbo iz pliocena in da so kosti pripadale vrsti velikega bizona, ki ga je poimenoval Bison alticornis. Naslednje leto je iz fosilnih ostankov opisal nov rod, Ceratops, vendar pa je bil še vedno prepričan, da je bil B. alticornis pliocenski sesalec. Šele po tretjem in podrobnejšem pregledu je ugotovil, da se je motil. Primerek, ki ga je leta 1888 v Wyomingu odkril John Bell Hatcher, je bil najprej opisan kot druga vrsta ceratopsa , vendar ga je po premisleku Marsh poimenoval z generičnim imenom Triceratops in se sprijaznil s tem, da je bil Bison alticornis druga vrsta iz tega reda. (kasneje je bil tudi ta dodan k triceratopsom). Čvrsta zgradba lobanje je zagotovila, da se je do danes ohranilo veliko fosilnih ostankov, kar je omogočilo, da so znanstveniki lahko preučevali razlike med posameznimi primerki in vrstami. Triceratopsove ostanke so našli še v Montani, Južni Dakoti (poleg Kolorada in Wyominga) ter v Kanadskih provincah Saskatchewan in Alberta.

### Število vrst
Po prvem opisu Triceratopsa so potem v nekaj desetletjih zbrali različne lobanje, ki so se bolj ali manj razlikovale od prvotnega Triceratopsa, ki ga je Marsh imenoval T. horridus (iz latinščine horridus; »hrapav, naguban«, kar se nanaša na hrapavo teksturo kosti, ki so pripadale temu tipu primerkov. Kasneje so ugotovili, da je šlo za starejše živali). Takšna raznolikost ni nič nenavadnega, glede na to, da so lobanje veliki tridimenzionalni predmeti, ki so bili izpostavljeni različno usmerjenim in močnim pritiskom med procesom fosilizacije. Odkritelji so jih kljub temu opisali kot različne vrste in postavili več hipotez o sorodnosti med njimi.
V prvem poskusu pregleda vseh vrst je Lull postavil dve skupini znotraj rodu, vendar brez da bi razložil, po čem jih ločuje: ena je bila sestavljena iz vrst T. horridus, T. prorsus, in T. brevicornus, druga pa iz T. elatus in T. calicornis. Vrsti T. serratus in T. flabellatus je postavil izven teh dveh skupin. Takšno razdelitev je ohranil tudi v svoji reviziji temeljnega dela Hatcherja, Marsha in Lulla o vseh znanih rogatih dinozavrih leta 1933. Tem je dodal še tretjo skupino vrst, T. obtusus in T. hatcheri, katerih značilnost je zelo majhen rog na nosu. T. horridus-T. prorsus-T. brevicornus je bila po tej različici najprimitivnejša skupina s povečano velikostjo lobanje in zmanjšanim nosnim rogom, skupina T.-elatus-T. calicornis pa po velikih nadočesnih rogovih in majhnim rogom na nosu. C. M. Steinberg je temu dodal še vrsto T. eurycephalus, ki naj bi povezala drugo in tretjo skupino vrst. Ti dve sta si po tej teoriji bolj sorodni kot z linijo, kateri pripada T. horridus. Ta razdelitev je ostala nespremenjena vse do obširnejših raziskav v 80-ih in 90-ih.
Sčasoma se je začela uveljavljati ideja, da razlika v obliki lobanje predstavlja variabilnost znotraj ene ali dveh vrst. Ostrom in Wellnhofer sta leta 1986 objavila članek, v katerem sta utemeljevala, da je Triceratops horridus edina vrsta rodu Triceratops. Eden od argumentov je bil, da sta v vsaki regiji samo ena ali dve vrsti vsake velike živali (od novejših primerov recimo žirafe in sloni v današnji Afriki). To idejo je Lehman združil s starimi Lull-Sternbergovimi skupinami in predlagal, da skupino T. horridus-T. prorsus-T. brevicornus predstavljajo samice, T.calicornis-T.elatus samci, T. obtusus-T. hatcheri pa nenavadno stari ali bolni samci. Po njegovem mnenju naj bi samci imeli daljše, pokončnejše rogove in večje lobanje, samice pa manjše lobanje in manjše rogove, obrnjene naprej.
Temu je oporekala Catherine Forster, ki je naredila ponoven pregled rodu in zaključila, da pripadajo ostanki dvema vrstama, T. horridus in T. prorsus, lobanja T. (zdaj Diceratops) hatcheri pa naj bi se od teh dveh razlikovala toliko, da podpira uvrstitev v nov rod. Ugotovila je, da T. horridus in nekaj drugih »vrst« spada skupaj, T. prorsus in T. brevicornus pa tvorita samostojno skupino. Glede na to, da mnogo več najdb pripada prvi skupini, je predlagala ločitev rodu na dve vrsti. Drugi paleontologi so še vedno mnenja, da je najdbe možno opisati kot različne oblike ene vrste Triceratopsa.

### Priznane vrste
- T. horridus (Marsh, 1889) (izvirno Ceratops) (tipska vrsta)
- T. prorsus (Marsh, 1890)

### Dvomljive vrste
Naslednje vrste so nomina dubia (»dvomljiva imena«), opisane po ostankih, ki so preskromni, da bi jih lahko razlikovali od drugih vrst triceratopsov.
- T. albertensis (C. M. Sternberg, 1949)
- T. alticornis (Marsh, 1887 (izvirno Bison))
- T. eurycephalus (Schlaikjer, 1935)
- T. galeus (Marsh, 1889)
- T. ingens (Lull, 1915)
- T. maximus (Brown, 1933)
- T. sulcatus (Marsh, 1890)

### Napačno določeni
- T. brevicornus (Hatcher, 1905) (=T. prorsus)
- T. calicornus (Marsh, 1898) (=T. horridus)
- T. elatus (Marsh, 1891) (=T. horridus)
- T. flabellatus (Marsh, 1889) (=T. horridus)
- T. hatcheri (Lull, 1907) (=Diceratops hatcheri)
- T. mortuarius (Cope, 1874) (nomen dubium; izvirno Polyonax; =Polyonax mortuarius)
- T. obtusus (Marsh, 1898) (=T. horridus)
- T. serratus (Marsh, 1890) (=T. horridus)
- T. sylvestris (Cope, 1872) (nomen dubium; izvirno Agathaumas sylvestris)

## Paleobiologija
Čeprav se triceratopse običajno upodablja kot čredne živali, ni nobenega trdnega dokaza, da so zares živeli v čredah. Za razliko od drugih podobnih vrst, katerih ostanke so našli v skupinah po več deset ali sto živali, so najdbe triceratopsov vedno samo posamične. Vendar pa so ti ostanki zelo pogosti, kot primer, paleontolog Bruce Erickson iz Science Museum of Minnesota je videl 200 primerkov T. prorsusa v Hell Creek Formation v Montani. Podobno je Barnum Brown trdil, da je videl več kot 500 lobanj na polju. 
Ker so fosilni ostanki triceratopsa tako pogosti, se sklepa, da je bil triceratops ena najbolj dominantnih rastlinojedih vrst pozne krede v današnji Severni Ameriki. Leta 1986 je Robert Bakker ocenil, da je predstavljal 5/6 vse velike dinozavrske favne tega obdobja.
Triceratops je bil eden zadnjih ceratopsov, ki so se pojavili pred velikim izumrtjem. Sorodni vrsti tistega časa sta bili Diceratops in Torosaurus, daljni sorodnik pa manjši Leptoceratops. Vendar pa so te vrste v fosilnih ostankih redkeje najdene.

### Prehrana
Triceratops je bil rastlinojed in zaradi nizke glave je glavni del njegove prehrane predstavljala nizka vegetacija. Mogoče je lahko podrl tudi višje rastline. Čeljust se je končala z globokim in ozkim kljunom, sklepajo, da je bil kljun boljši za grabljenje in vlečenje kot za grizenje.
Triceratopsovi zobje so bili razporejeni v vrste, imenovane baterije. V vsaki od 36 do 40 vrst je bilo 3 do 5 zob, odvisno od velikosti živali. Tako je imela ena žival med 432 in 800 zob, naenkrat pa jih je uporabljala le nekaj. Menjava zob je potekala vse življenje. Zobje so delovali v navpični do skoraj navpični usmeritvi. Velikost in število zob kaže na to, da so jedli velike količine vlaknastih rastlin, morda palm in sagovcev, morda pa praproti, ki so takrat rasle v savanah.

### Funkcije grebena in rogov
O funkciji triceratopsovih rogov in ovratnika z naborki sta se razvili dve pomembnejši teoriji. Ena je, da so se uporabljali za spopade, druga pa za dvorjenje samicam. Zdaj se meni, da so bili namenjeni predvsem za slednje.
Pred tem je Lull predlagal, da so bile na naborke pritrjene čeljustne mišice, kar naj bi pomagalo pri žvečenju. Mnogo avtorjev je dolga leta to podpiralo, kasnejše študije pa niso našle nobenih dokazov, da so bile na grebenske kosti pritrjene velike mišice.
Dolgo časa so mislili, da je triceratops uporabljal svoje rogove in naborke na ovratniku za spopade s plenilci, kakršen je bil npr. tiranozaver. Idejo je prvi analiziral C. H. Sternberg leta 1917, 70 let kasneje pa še Robert Bakker. Dokazano je, da so tiranozavri plenili triceratopse, saj so našli triceratopsovo medenico z luknjami, ki so jih povzročili tiranozavrovi zobje. Vidijo se tudi sledovi celjenja, kar pomeni, da je bila žival v času napada živa.
V BBC-ejvem dokumentarcu iz leta 2005, The Truth About Killer Dinosaurs, so preizkusili, kako so se triceratopsi branili pred velikimi plenilci, na primer tiranozavri. Da bi ugotovili, če je lahko napadel tako kot današnji nosorog, so model triceratopsove glave s hitrostjo 24 km/h zaleteli v model tiranozavrove kože. Nadočesna rogova sta kožo predrla, rog nad nosom in kljun pa ne in prednji del lobanje se je zlomil. Sklep je bil, da se triceratops na ta način ni branil, ampak je bolj verjetno počakal in z rogovi ranil napadalca, če se je ta preveč približal.   
Poleg uporabe rogov pri spopadih s plenilci slike pogosto prikazujejo tirceratopse, ki se s spuščenimi rogovi borijo med sabo. Čeprav študije kažejo, da je bilo tako obnašanje možno, tako kot pri današnjih rogatih živalih, ni nobenega dokaza, da so triceratopsi to dejansko počeli. Poleg tega, čeprav se razpoke, luknje in podobne poškodbe na lobanjah pogosto pripisujejo poškodbam z rogovi, sodobna študija ni našla nobenega dokaza, da bi udarci z rogovi lahko povzročili take poškodbe (na primer, ni sledi okužbe ali celjenja). Namesto tega študija kot razlog predlaga bolezni kosti.
Velik greben je lahko pomagal tudi pri povečanju telesne površine za lažjo termoregulacijo. Podobna teorija je bila postavljena tudi za plošče stegozavra, čeprav samo ta razlog ne pojasni široke palete različic grebenov, ki jih najdemo pri različnih vrstah ceratopsov. To dejstvo namiguje, da je primarna funkcija zares bila za razkazovanje. 
Teorijo o uporabi grebena in rogov za dvorjenje in razkazovanje je prvi predlagal Davitashvili leta 1961 in je v naslednjih letih pridobila široko podporo. Dokaz, da je bil videz pomemben, ali za dvorjenje ali za drugo družabno obnašanje, je lahko dejstvo, da so se rogati dinozavri jasno razlikovali v svojem okrasju, vsaka vrsta je bila jasno drugačna. Poleg tega jih tudi sodobne rogate živali uporabljajo v podobnih vedenjskih vzorcih. Sodobna študija najmanjše triceratopsove lobanje, ki je potrjeno pripadala mladiču, kaže, da so se greben in rogovi razvili že zelo zgodaj, še pred spolno zrelostjo in so tako imeli pomembno vlogo v vizualni komunikaciji in prepoznavanju vrste na sploh.

## Upodobitve v popularni kulturi
Zaradi značilnega videza se triceratops pogosto pojavlja v popularni kulturi, med drugim v filmih, računalniških igrah in dokumentarcih. Nastopal je na primer v filmu Jurski park in njegovih nadaljevanjih, pa tudi v dokumentarcih o dinozavrih: Walking with Dinosaurs, The Truth About Killer Dinosaurs in Prehistoric Park. Triceratops je tudi eden od junakov serije risanih filmov Dežela pred časom.
Pojavljanja v videoigrah so v glavnem zasluga filmov Jurski park. Triceratops je tudi uradni državni fosil države Južna Dakota in uradni dinozaver Wyominga.